# アイスランド・クローナ
アイスランド・クローナ (アイスランド語: íslensk króna) は、アイスランドの通貨単位である。略称はISK、複数形はクローヌル(Krónur)。補助通貨単位は「オイラル」で1クローナ＝100オイラルだが、現在は現金の単位としては使われていない。

## 概要

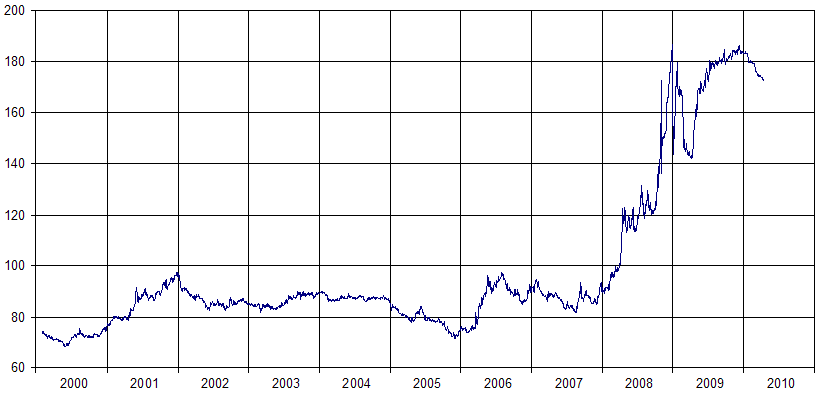
2000年～2010年半ばの対ユーロレート

流通はアイスランド中央銀行が管理している。紙幣は500、1,000、2,000、5,000の4種類、硬貨は1、5、10、50、100の5種類が流通している。
コインには海の生物が描かれており、漁業が経済を支えてきた国ならではの硬貨と言える。10オイラルはイカ、50オイラルはエビ、1ISKは鱈、5ISKはイルカ、10ISKはカペリン（＝シシャモ）、50ISKは蟹、100ISKはランプフィッシュとなっている。また、1ISK以外の硬貨の裏にはドラゴン、肉食鳥、雄牛、巨人の4体の生き物が描かれている。これらは、アイスランドの守護神「ランドヴェーッティル」である。13世紀にアイスランドで書かれた『ヘイムスクリングラ』にある、昔デンマーク王がアイスランド征服を図って魔法使いを派遣したところ、アイスランドの各方角にこの4体が存在していて征服をあきらめざるを得なかった、という伝承に基づいている。なお、1ISK硬貨の裏側には巨人しか描かれていない。
最近、アイスランド・クローナの価値は下がりつつあるが、アイスランドの物価は現在も非常に高い状態を維持しており、またインフレ率も2008年現在、前年比10%以上を記録し続けている。
2008年秋にはサブプライムローン問題から発生した金融危機による、財政破綻や対外債務不履行への懸念から価値が急落している。2007年時点では1ドル約60クローナであったものが金融危機後には通貨暴落で125クローナとなり、為替市場でのその大幅なクローナ安のために輸出ドライブがかかり経常収支が大幅に改善、アイスランドの輸出額はGDPの59％にまで達し、2011年度には3％を超える経済成長を記録するなど順調に景気が回復している。この通貨安は観光業に恩恵をもたらし、2011年度には約56万人の観光客がアイスランドを訪れその地で買い物をした。これは2010年度に比して16％の上昇である。

現在アイスランドでは、北欧諸国の例に漏れず、キャッシュレス化が著しく、カードや電子マネーなど電子決済による取引が現金による取引より圧倒的に多い状況となっている。